# Arocena
Arocena es una localidad y comuna del departamento San Jerónimo, en el centro sur de la provincia de Santa Fe, Argentina. Se encuentra a 54 km de la ciudad de Santa Fe y a 100 km de Rosario.
Fue fundada en el año 1891, cuando los hermanos Lucio y Clodomiro Ledesma donaron los terrenos para habilitar la estación del ferrocarril, en torno a la cual se establecería la población, y se toma la apertura del mismo, el 15 de junio, como el día de la fundación. Su nombre es en homenaje a la madre de los fundadores, Rosario Arocena de Ledesma.
Su actual presidente comunal es Osvaldo Enrique Lombardi del partido Frente para la Victoria, el cual finaliza su mandato en 2021.

## Historia
Desde la independencia, la zona era conocida como Colonia Colastiné, debido a la cercanía con el río homónimo, siendo un lugar de viviendas rurales y parada obligatoria para el descanso, el cambio de caballeriza y la preparación de los viajeros que iban camino a Buenos Aires. En esta misma zona, el entonces gobernador y caudillo de Santa Fe, Estanislao López, compraría un terreno a Nicolás Osuna en 1832, donde luego construiría una casona, que visitaba con frecuencia hasta su muerte en 1838. Esta casona, conocida hoy en día como la Estancia Colastiné, o del Brigadier, contenía características arquitectónicas coloniales italianizantes, con una planta dispuesta en forma de herradura, un patio interior bien marcado, como marcaba la costumbre, dos grandes puertas desde los laterales, y un sótano que guiaba a tres túneles para escapar; uno hacia el norte, otro al sur, hacia el antiguo Camino Real, y el restante hacia la costa.
Luego de la muerte del brigadier, la casona tuvo varios dueños, entre ellos, entre ellos la familia Ledesma Arocena, quienes añadieron la cubierta de tejas francesas y los arcos con molduras. Esta zona rural es lo que se conoce hoy en día como "Arocena Viejo", ya que con la llegada del sistema ferroviario argentino y la instalación de una estación en el distrito, se produjo la migración de una gran cantidad de lugareños para establecerse en las cercanías de los rieles. Para la construcción de tal estación, se necesitó de la donación del terreno por parte de los hermanos Lucio y Clodomiro Ledesma en 1891, disponiendo del 15 de junio, fecha de la inauguración de la estación, como hecho fundacional. Así, el pueblo empezó a gestarse donde actualmente se presenta. El nombre de la localidad es en homenaje a la madre de los fundadores, Rosario Arocena de Ledesma, y la comuna fue creada el 8 de agosto de 1912.
El 7 de octubre de 1897, a pedido de los pobladores locales, se fundó la parroquia Virgen Nuestra Señora del Rosario, quedando la misma como patrona del pueblo. Hoy en día, con el devenir de los ferrocarriles, la estación pasó a ser la Casa de la Cultura, con un espacio totalmente remodelado. La Estancia Colastiné fue declarada de interés histórico comunal en 1998, y un año más tarde, como Monumento Histórico Provincial; sin embargo, el lugar se encuentra en total abandono, ya que no se consigue la expropiación del predio de manos privadas.

## Población
Cuenta con 2410 habitantes (Indec, 2010), lo que representa un incremento del 19% frente a los 1932 habitantes (Indec, 2001) del censo anterior.
| Gráfica de evolución demográfica de Arocena entre 1991 y 2010 |
|                                                               |
| Fuente: Censos nacionales del INDEC                           |

## Economía
Las principales actividades económicas son las referidas a la agricultura, principalmente el cultivo de soja, trigo, maíz y frutilla. Arocena, junto con Coronda y Desvío Arijón, tiene importancia como ser la zona de cultivo de las conocidas frutillas corondinas.
También existen puestos rurales ganaderos en la región más costera, mientras que, en la zona de la laguna Coronda, se establecieron familias pescadoras.

## Sucesiones presidenciales
- Ado Brarda (1983-1989)
- Gabriel A. Sereno (1989-1997)
- Osvaldo E. Lombardi (1997-actualidad)

## Santa Patrona
Ntra. Sra. del Rosario, festividad: 7 de octubre. Arocena posee una parroquia con una arquitectura única y muy especial, cuyo interior ha sido renovado a principios del año 2010, gracias al apoyo solidario de diversas personas. La misma posee instalaciones anexas en las cuales se desarrollan los encuentros de catequesis.

## Gastronomía
Arocena cuenta con diferentes propuestas en cuanto a degustar buenos platos para los paladares más exquisitos.
- "La Loma", local de comidas situadas sobre la ruta n.º 11. Su ubicación permite a los transportistas que transitan por esta ruta nacional, poder degustar y descansar en un comedor con forma de quincho, pero su interior es muy cálido.
- "Sandokán 2", bar que ofrece videosjuegos, pools y demás maquinarias pertenecientes al marco de entretenimiento. Está situado en la calle Doctor Rovere, frente a la plaza central pueblerina.
- "El Soñado", en la ruta n.º 80, ofrece en un ambiente campestre y amplio, platos de comidas y actividades de entretenimiento.
- Bar "La Tela".
- Bar "Club 9 de Julio"

## Sitios de interés
- Campo Ledesma
- Plaza San Martín.
- Comi-Pini, un maravilloso paraje costero de índole pública. El mismo cuenta con zona de pesca, balnearia y diferentes casonas, en las cuales viven locales y también son ofrecidas a los visitantes.
- Arroyito, una corriente natural proveniente de los magníficos arroyos cordobeses. Cuenta con rocas en su curso, pero la vegetación es escasa. Las características del terreno permiten, desarrollar diferentes actividades como el uso de cuatriciclos. Es visitado mayoritariamente en temporada de verano por arocenses y corondinos.

## Escuelas de Educación Común y Adultos
- Esc. M. SÁNCHEZ DE GONZÁLEZ, 70 alumnos
- Esc. GRAL. JOSÉ DE SAN MARTÍN, 280 alumnos
- Esc. JUAN GREGORIO DE LAS HERAS, 45 alumnos
- Esc. PERITO F. P. MORENO, 15 alumnos
- Centro ALFAB. N.º 225, 25 alumnos
- Esc. ALFONSINA STORNI, 98 alumnos

## Deportivas y sociales
- Club "9 de Julio" Bv. Ledesma sobre ruta nacional N.º 11
- Bar "La Tela" (Club Juventud Unida) frente a la plaza local
- Club Sportivo Libertad sobre ruta nacional N.º 11